# Диан Кехт
Диан Кехт (др.‑ирл. Dían Cécht) — бог врачевания в ирландской мифологии, живший в Племенах богини Дану. Первый элемент имени означает «Быстро идущий», второй, скорее всего — «власть», «могущество».

## Способности
Диан Кехт мог исцелять тяжёлые раны. Он не мог исцелить только в случае отрубления головы, поражения спинного мозга или его оболочки. В остальных случаях исцелённый мог продолжать сражаться уже наутро. Во время битвы при Маг Туиред Диан Кехт со своими сыновьями Октриуйлом и Миахом, а также дочерью Аирмед, с помощью особых заклинаний смогли сделать воду источника Слане настолько целебной, что она стала возвращать жизнь мёртвым.

## Мифы о Диане Кехте
Диан Кехт связан с мифом о спасении Ирландии, согласно которому Морриган родила сына ужасной наружности, и Диан Кехт, предчувствуя неладное, посоветовал предать его смерти, что и было сделано. После этого бог-врачеватель вскрыл сердце младенца, в котором были обнаружены три змеи, способные вырасти до гигантских размеров и проглотить всю Ирландию, если бы не вмешался Диан Кехт. Бог-врачеватель тут же умертвил змей и предал их огню, так как опасался, что даже мёртвые тела их могут причинить зло. Далее он собрал весь пепел и высыпал его в ближайшую реку, так как опасался что и пепел их представляет опасность. Река закипела и в ней погибло всё живое. С тех пор река стала называться Берба, что в переводе означает «кипящая». Существует другая версия этого мифа, согласно которой только две змеи были немедленно сожжены, а третья сумела спастись и стала со временем огромным змеем, которого впоследствии убил тот же Диан Кехт.
Диан Кехт принимал участие в двух битвах при Маг Туиред, где излечивал любого раненого племени Дану.

## Дети и внуки Диана Кехта
Диан Кехт имел шестерых детей, двое из которых, сын Миах и дочь Айрмед, продолжили его дело, тоже стали врачевателями. Внук Диана Кехта, бог Луг был одним из наиболее значительных богов.